# آلیسون آر پالمر
آلیسون آر پالمر (انگلیسی: Allison R. Palmer؛ زادهٔ ۹ ژانویه ۱۹۲۷) دانشمند در زمینه دیرینه‌شناسی اهل ایالات متحده آمریکا است. دیرینه‌شناس و زمین‌شناس آمریکایی است. کارهای او بر دوره کامبری متمرکز شده‌است. وی تقریباً پنجاه سال است که به عنوان زمین‌شناس با موسسات تحقیقاتی زمین‌شناسی ایالات متحده و دانشگاه‌ها به عنوان زمین‌شناس همکاری داشته‌است. حدود ۱۳۷ مقاله علمی، و تحقیقات وی در شناخت منشأ و تکامل زندگی روی زمین تاثیر گذار بوده‌است.

## حرفه
پالمر در سال ۱۹۴۶ از دانشگاه ایالتی پنسیلوانیا فارغ‌التحصیل شد. دکترای خود را در زمین‌شناسی از گروه زمین‌شناسی و ژئوفیزیک در دانشگاه مینسوتا در سال ۱۹۵۰ دریافت کرد. او سپس در بررسی زمین‌شناسی ایالات متحده تا سال ۱۹۶۶ مشغول به کار بود، جایی که به مطالعه چینه‌شناسی و دیرینه‌شناسی کامبرین پرداخت. از سال ۱۹۶۶ تا ۱۹۸۰ او استاد دیرینه‌شناسی در دانشگاه ایالتی نیویورک در استونی بروک بود.